# 자원곤충학 역사
자원곤충과 관련된 역사는 멀리는 최소 기원전 6천년으로 거슬러 올라간다. 스페인의 한 동굴벽화에서 나무에 있는 벌집에서 꿀을 따는 모습이 확인된 것이 최초의 기록이다(그림 1, A). 이러한 벽화는 아프리카에서도 발견되었다고 한다. 인간의 손길이 미치는 거의 모든 곳에서 곤충은 그들의 영역을 유지하며 살아왔으며, 이로 인해 인간에게 있어서 곤충은 대부분 해충이라는 존재로서 인간과 상호 대응하는 관계에 놓여 왔다. 그러나 이러한 인간과 곤충의 끊임 없는 접촉은 또한 인류 문화에서의 한 부분을 차지하게 하는 동력이 되기도 하였다. 곤충은 우리에게 있어서 곤충 자체 또는 그들의 생태적 특성을 활용하는 대상으로서뿐만 아니라, 음악이나 미술을 포함하는 예술, 언어와 문학, 철학과 종교라는 차원에서 표현되고 또 활용되는 존재이기도 한 것이다. 즉, 곤충은 방제의 대상이었으면서 동시에 활용의 대상이었다. 여기서는 곤충학의 중요한 역사적 사실들과 함께, 자원곤충학적 차원에서 접근하면서 곤충에 대한 인간의 학술적, 문화적, 종교적 활용 등을 간략히 알아본다.

그림 1. A, 스페인 동굴 벽화에 나타난 꿀을 채취하는 모습

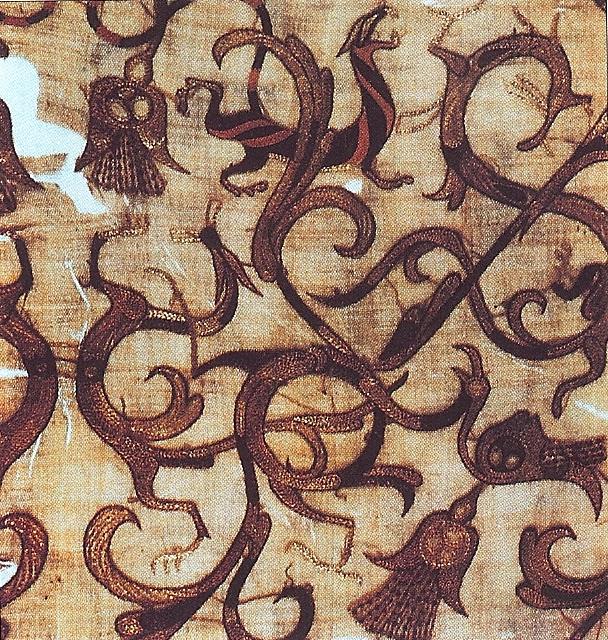
그림 1. B, 중국 후베이성에서 발견된 기원전 4세기경 실크 직물

그림 1. A, 스페인 동굴 벽화에 나타난 꿀을 채취하는 모습; B, 중국 후베이성에서 발견된 기원전 4세기경 실크 직물. (사진 출처: A, fr:Utilisateur:Achillea, [free software] at https://en.m.wikipedia.org/wiki/File:Cueva_arana.svg; B, PericlesofAthens -from the book by Patricia Ebrey, 1999- [Public domain], @ https://en.m.wikipedia.org/wiki/File:Chinese_silk,_4th_Century_BC.JPG)
곤충을 자원으로 가장 크게 활용한 사례는 누에나방과 꿀벌을 통해 얻는 실크와 꿀일 것이다. 기원전 4천년경 중국 신석기시대인 양조문화기에 인위적으로 칼로 절단한 누에고치, 그리고 원시적인 직조기 일부가 발견되었다. 나중에 이 누에고치는 누에나방(Bombyx mori)으로 확인되었다고 한다. 그 후 기원전 3630년 당시 어린 아이를 감싼 실크 직물도 발견되었다(그림 1, B).
기원전 2500년경 이집트 5대 왕조 파라오 “니우세르(Niuserre, Neuserre 또는 Nyuserre)”의 태양신전에 그려진 벽화에 나타난 인공적인 벌집에 연기를 불어넣으며 꿀을 따는 모습은 양봉의 시초로 인지되고 있다(Bodenheimer, 1960). 이처럼 꿀벌을 통해 얻는 꿀이 기원전에도 매우 중요한 곤충자원이었음은 기원전 8세기 메소포타미아의 건조한 지역인 마리와 수후를 다스리던 족장의 묘비 석판에 나타난 비문(그림 2)에서도 확인할 수 있다. 당시 족장이 신에게 고하는 묘석의 내용은 대략 다음과 같다.
“나는 수후와 마리 땅의 지도자, 샤마쉬-레쉬-우수르다. 꿀벌은 꿀을 모은다. 이는 지금까지 나의 어떤 선조도 본 적이 없거니와, 수후 지역에 들여온 적도 없었다. 나는 합하 사람들이 사는 산으로부터 벌을 가져왔으며, 가바리의 땅에 있는 과수원에 이들을 정착시켰도다. 벌들은 꿀과 왁스를 모으고, 나는 어떻게 꿀과 왁스를 녹여 모으는지를 알았으며, 농부들도 이제 이를 아는 도다. 앞으로 누구든지 이 땅의 노자에게 묻거든, 이렇게 답하라. 이는 수후의 족장인 샤마쉬-레쉬-우수르가 이루어낸 것으로, 그가 수후 땅에 꿀벌을 정착시켰노라고.”

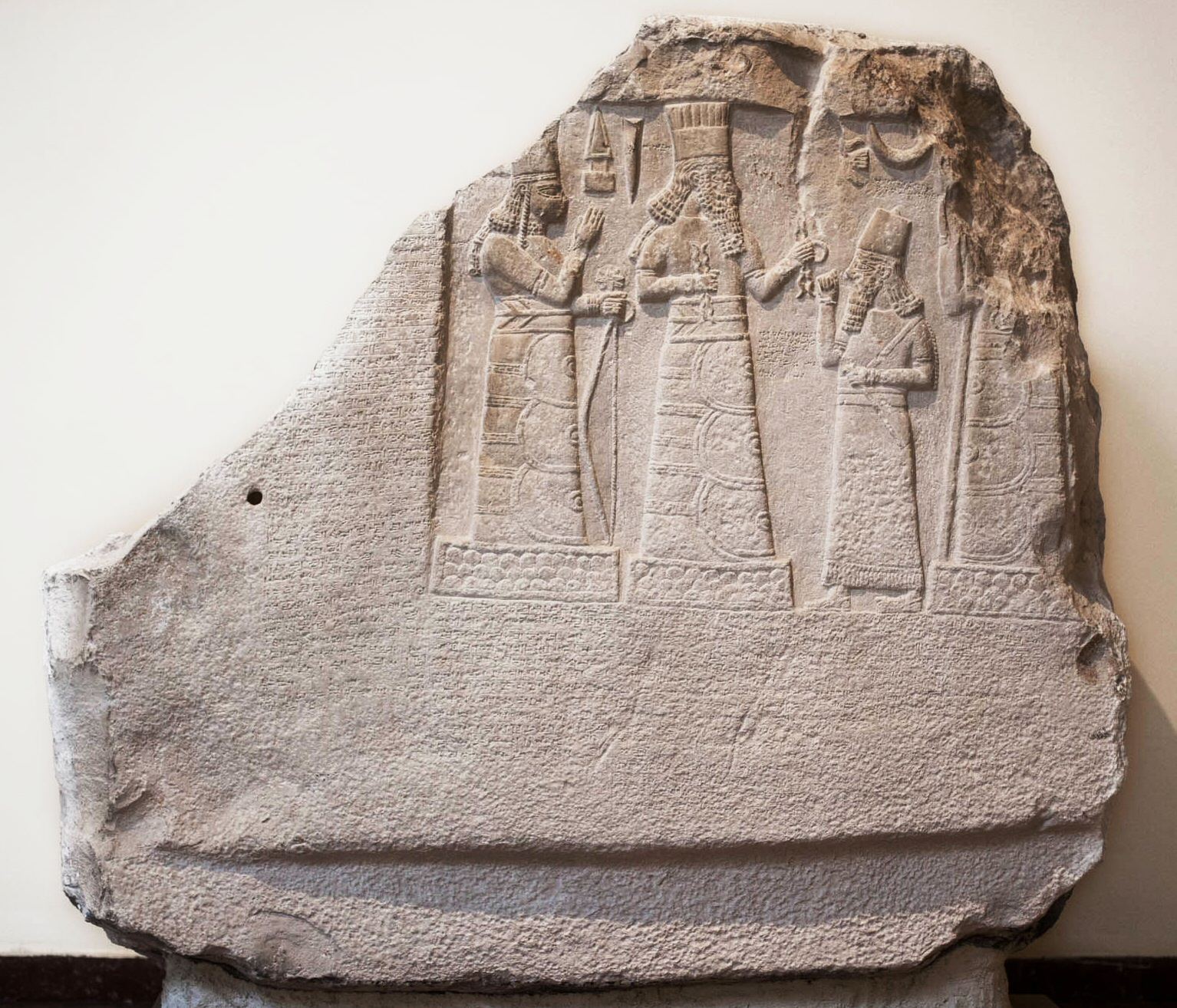
그림 2. 기원전 8세기경 Shamash-resh-ușur (Samus-res-usur)의 묘석에는 양봉에 대한 계획과 성과가 묘사되어 있다.

그림 2. 기원전 8세기경 Shamash-resh-ușur (Samus-res-usur)의 묘석에는 양봉에 대한 계획과 성과가 묘사되어 있다. (사진 출처: Jack Hynes [CC BY-SA 3.0] @ https://en.m.wikipedia.org/wiki/File:Shamsh-res-usur,_governor_of_Mari_and_Suhi.jpg)
한편 곤충의 활용은 종교와 언어적인 측면에서도 나타났는데, 이집트에서는 예전부터 쇠똥구리가 태양신을 상징하는 종교적 부적으로, 인장/문장으로, 그리고 보석으로 활용되었다(그림 3).

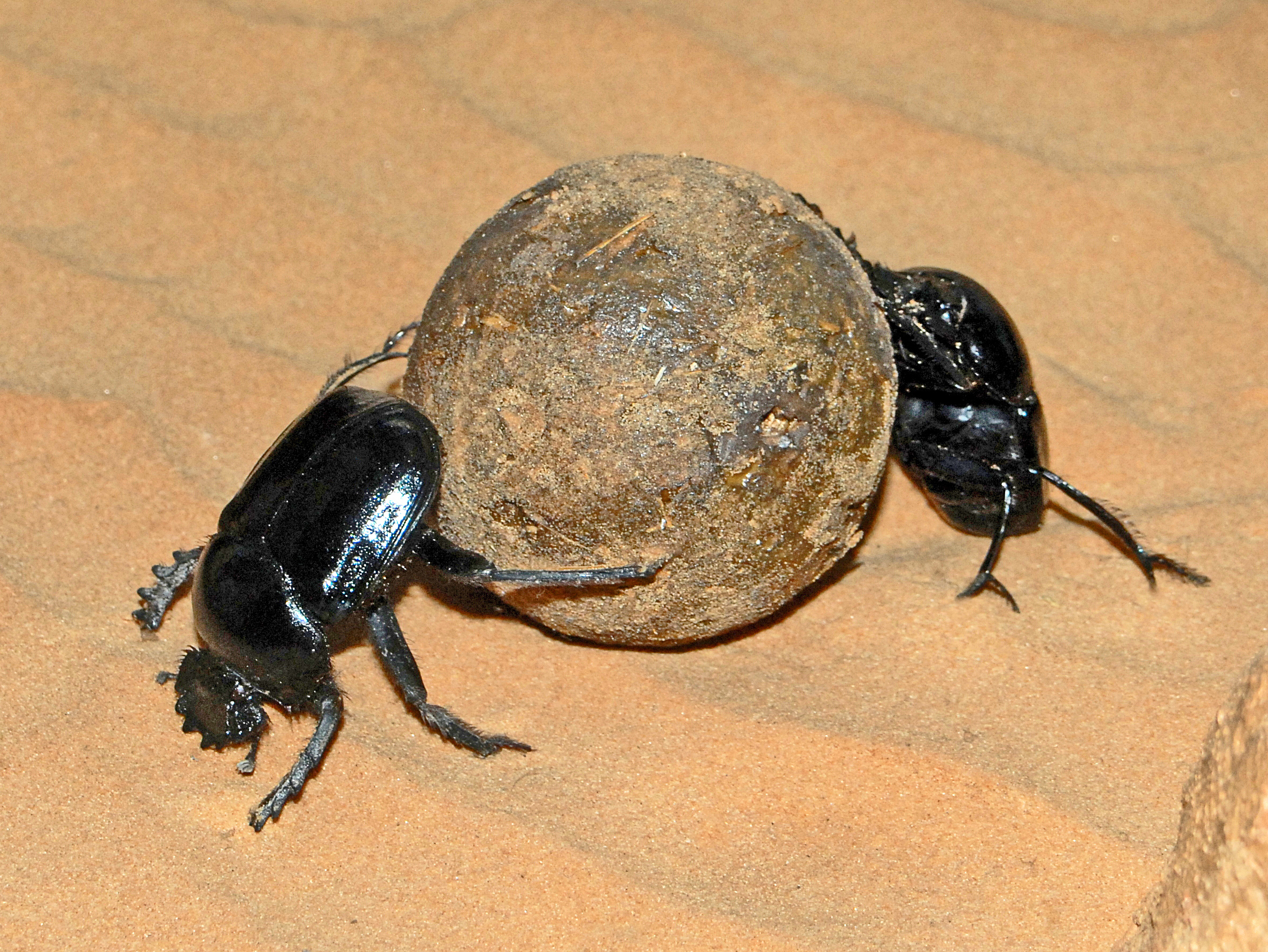
그림 3. A, 왕쇠똥구리 Scarabaeus sacer가 경단을 굴리는 모습

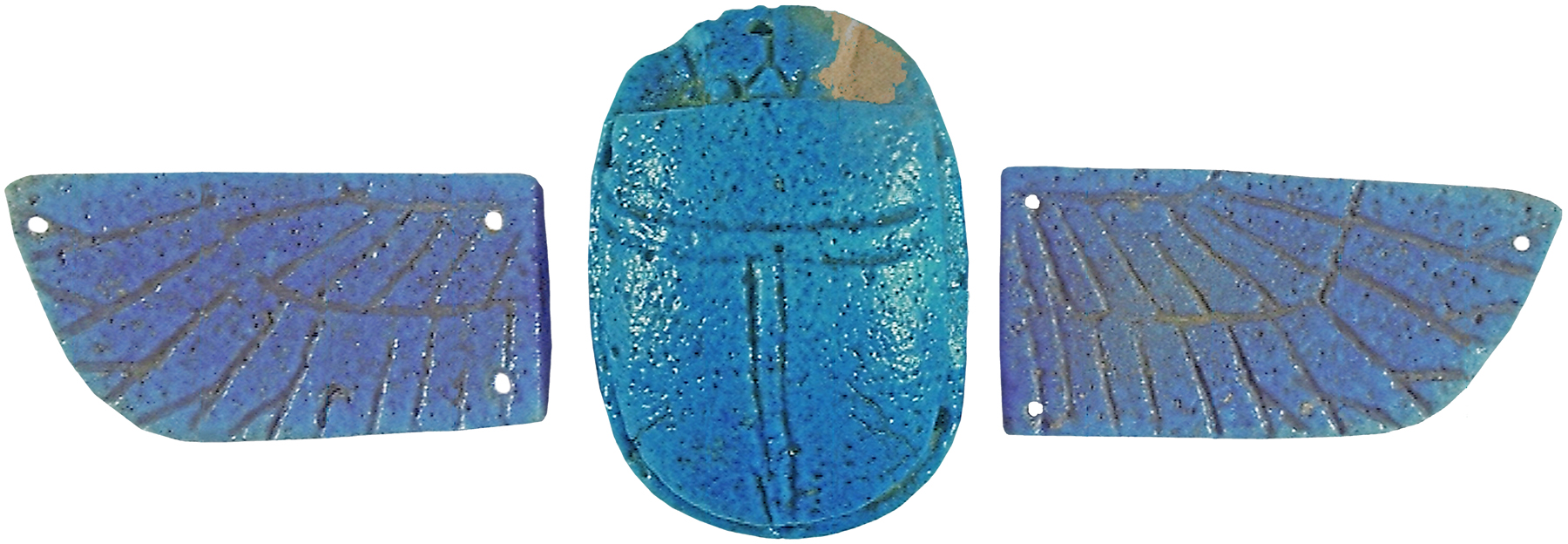
그림 3. B, 기원전 7세기경 이집트의 왕쇠똥구리를 본 뜬 자기 장식은 부활의 아침태양신 케프리(Khepri)를 의미하며, 이 장식을 미이라의 가슴에 얹어두고 내세에 부활하기를 기원했다.

그림 3. A, 왕쇠똥구리 Scarabaeus sacer가 경단을 굴리는 모습; B, 기원전 7세기경 이집트의 왕쇠똥구리를 본 뜬 자기 장식은 부활의 아침태양신 케프리(Khepri)를 의미하며, 이 장식을 미이라의 가슴에 얹어두고 내세에 부활하기를 기원했다. (사진 출처: A, Hectonichus [CC BY-SA 3.0] @ https://commons.wikimedia.org/wiki/File:Scarabaeidae_-_Scarabaeus_sacer.JPG; B, Walters Art Museum [CC BY-SA 3.0], @ https://commons.wikimedia.org/wiki/File:Egyptian_-_Scarab_with_Spread_Wings_-_Walters_421430_-_Back.jpg)
인류의 문명에서 실크로드가 큰 비중을 차지한다면, 누에나방의 중요성만큼 심각한 중요성을 나타낸 것이 바로 쥐벼룩(Oriental rat flea, Xenopsylla cheopis)이다. 어떤 전쟁보다도 한번에 많은 사람들을 죽게 한데 기여한 이 쥐벼룩은 중앙아시아로부터 실크로드를 따라 유럽으로 전파된 것이라고 한다. 아무튼 1346-53년 사이 유럽에서 7천5백만-2억명의 사망자를 낸 페스트균(Yersinia pestis)을 옮긴 것이 바로 쥐에 외부기생하는 쥐벼룩 때문이다(그림 4). 이처럼 곤충은 인간에게 있어서 활용의 대상이자 방제의 대상으로 함께 해왔다.

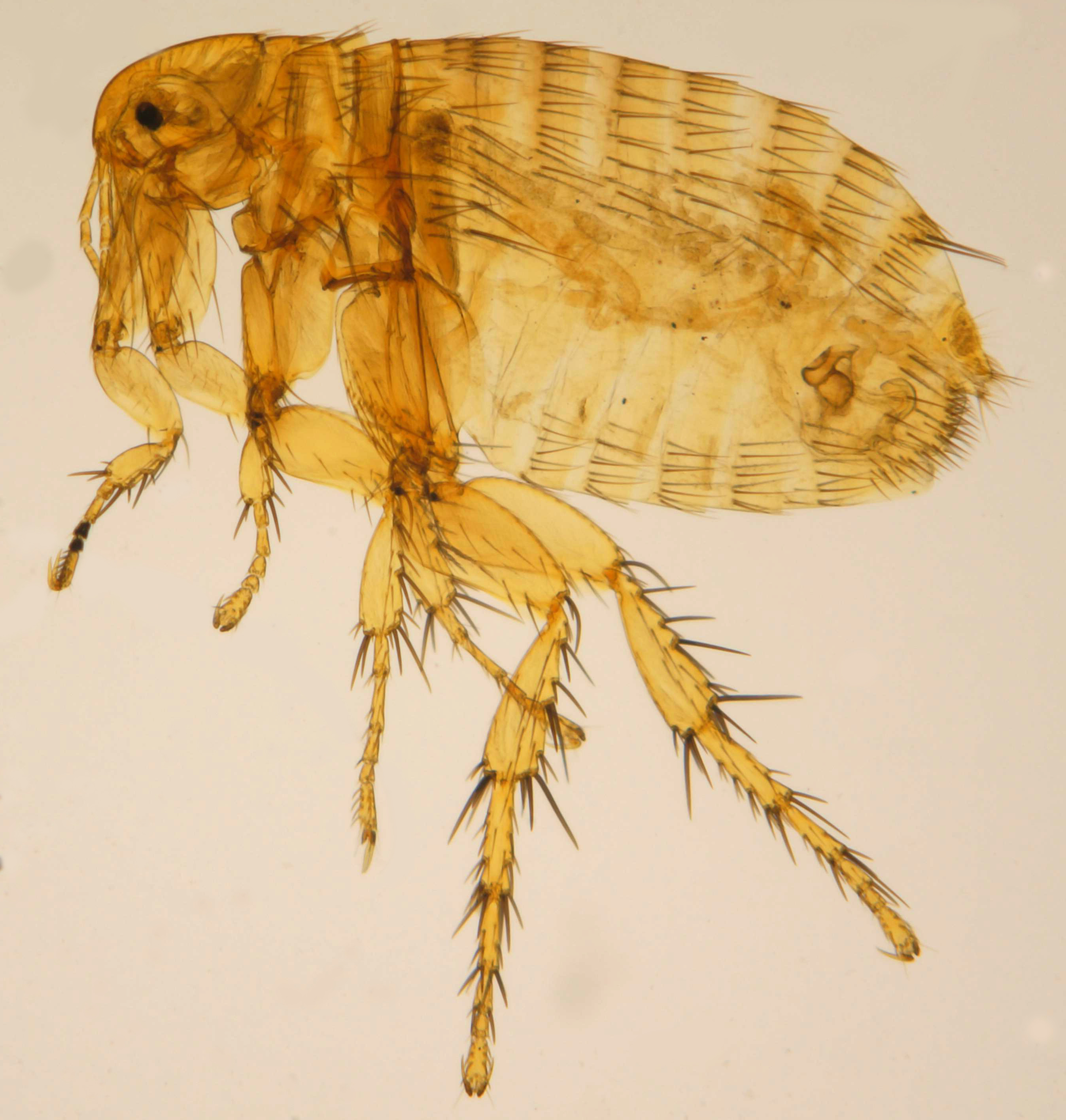
그림 4. A, 동양쥐벼룩 또는 열대쥐벼룩으로 알려진 Xenopsylla cheopis

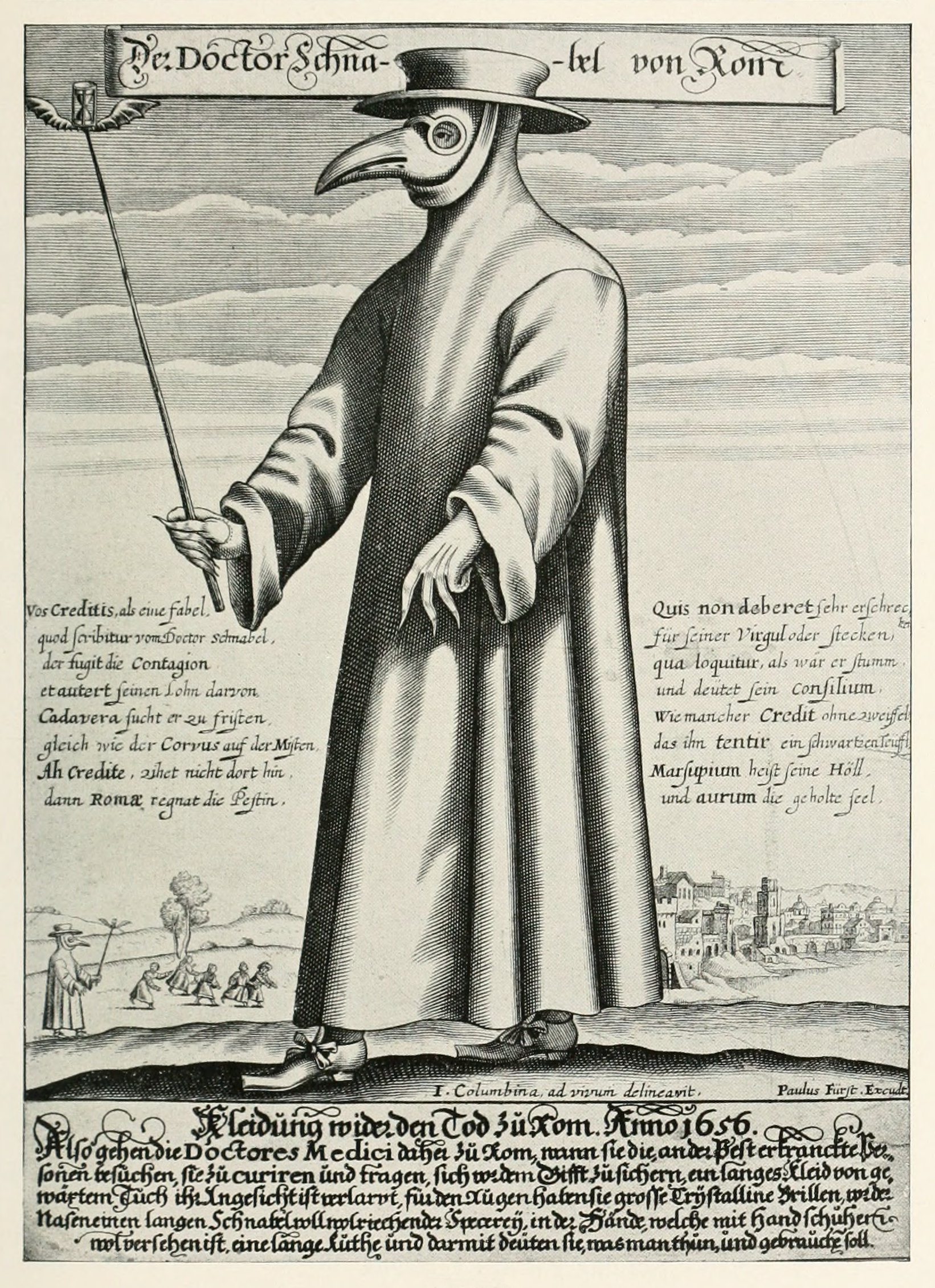
그림 4. B, 새 부리 모양의 마스크를 쓴 의사(Dr. Schnabel, 일명 Dr. Beak). 17세기 무렵 흑사병 등을 치료하는 의사 중에는 공기를 통한 감염을 막는다며 아로마향을 채운 특이한 마스크를 쓰고 치료를 하던 의사들이 있었는데, 전문적인 의사가 아닌 경우도 많았다고 한다.

그림 4. A, 동양쥐벼룩 또는 열대쥐벼룩으로 알려진 Xenopsylla cheopis; B, 새 부리 모양의 마스크를 쓴 의사(Dr. Schnabel, 일명 Dr. Beak). 17세기 무렵 흑사병 등을 치료하는 의사 중에는 공기를 통한 감염을 막는다며 아로마향을 채운 특이한 마스크를 쓰고 치료를 하던 의사들이 있었는데, 전문적인 의사가 아닌 경우도 많았다고 한다. (사진 출처: A, Katja ZSM [CC BY-SA 3.0] @ https://commons.wikimedia.org/wiki/File:Xenopsylla_cheopis_ZSM.jpg; B, I. Columbina, ad vivum delineavit. Publisher and probably engraver: Paul Fürst [Public domain] @ https://commons.wikimedia.org/wiki/File:Paul_F%C3%BCrst,_Der_Doctor_Schnabel_von_Rom_(Holl%C3%A4nder_version).png)
이 무렵 곤충은 나름 세밀한 모습으로 그림에 등장하기 시작했다. 15세기 화가 크리벨리(Carlo Crivelli)의 1480년 그림 ‘Madonna and Child (성모 마리아와 아기 예수)’에는 두 사람이 경계의 눈초리로 내려다 보고 있는 파리가 등장하는데, 이 때의 파리는 악, 즉 사탄을 의미했다고 한다. 한편 ‘기도하는 손’이라는 작품으로도 유명한 독일 화가 듀어러(Albrecht Dürer)는 1505년 톱사슴벌레의 일종을 세밀화(작품명: Stag Beetle)로 그려 탄성을 자아내게 했다. 당시는 아직 현미경이 발명되기 이전임에도 부절의 마디 하나하나까지 세밀하게 그려냈으며, 곤충은 병을 옮긴다는 생각이 일반적이던 당시에 이처럼 사슴벌레 한 마리가 그림의 주제로 그려진 것은 매우 획기적인 것으로 보고 있다(그림 5, A). 이 그림은 자연에 대한 연구라는 차원에서 가장 영향력 있고 가장 많은 사본이 만들어진 것으로 알려져 있다(The J. Paul Getty Museum, 2008).
그림 5. A, 듀어러가 1505년 그린 톱사슴벌레 세밀화; B, 스바메르담의 저서인 Historia Insectorum Generalis에 그려진 모기. (사진 출처: A, Albrecht Dürer [Public domain] @ https://commons.wikimedia.org/wiki/File:Albrecht_D%C3%BCrer_-_Hirschk%C3%A4fer_(1505).jpg);B, Page 99 of Swammerdam’s Historia Insectorum Generalis [Public domain] @ https://commons.wikimedia.org/wiki/File:Illustration_of_a_Mosquito_from_Historia_Insectorum_Generalis.jpg)
학술적인 측면에서 곤충학의 발달은 생물학의 발달과정과 궤를 함께 하는 부분들이 있으며, 그만큼 곤충의 중요성이 크다는 것을 알 수 있다. 1668년 이탈리아 곤충학자 레디(Francesco Redi)는 ‘곤충의 세대에 관한 실험(Esperienze Intorno alla Generazione degl'Insetti)’을 출간하여 파리를 이용해 당시까지 당연한 사실로 알고 있던 자연발생설(spontaneous generation)을 부정하는 실험을 선보였다. 이 실험은 특히 파리를 이용한 최초의 과학적 비교 실험으로 기록되고 있고, 레디는 흔히 실험생물학의 선구자라고 일컬어진다(Ioli et al., 1997). 이 무렵 이탈리아 생물학자이자 의사인 말피기(Marcello Malpighi)와 네덜란드 생물학자인 스바메르담(Jan Swammerdam)은 최초의 곤충형태학 책을 내기도 하였다. 두 학자 모두 당시 발명된 현미경을 이용하여 생물의 내부구조를 집중적으로 연구하였으며, 말피기는 누에에 관한 연구 등 다양한 동식물 연구결과를 인정 받아 배설기관인 말피기세관 등에 그의 이름이 붙여졌다. 스바메르담은 곤충의 변태과정이나 근육계 등 다양한 내부기관에 대한 비교해부학적 연구를 수행하였다. 아이러니컬하게도 그의 대표적인 저서, Historia Insectorum Generalis (곤충의 자연사)를 통해 모기나 꿀벌을 포함한 많은 곤충들의 미세형태적 특징을 비교 연구했던 그는 말라리아로 인해 43세의 이른 나이에 세상을 뜨고 말았다(그림 5, B).
18-19세기 무렵에 가장 큰 생물학적 사건이라면 다음 두 가지를 들 수 있다. 첫째, 1758년 Carl Linnaeus (리네이어스/리니어스; 작위명은 Carl von Linné, 린네/리니어)가 제안한 이명법이 받아들여지면서 이후 생물의 학명 제정에 활용되기 시작하였다. 리네이어스는 1757년 수여 받은 작위명인 린네(스웨덴의 발음을 따르면 ‘칼 폰 리니어’)를 그 이전인 1756년 말부터 이미 사용하기 시작했으며, 공식 승인은 몇 년 후에 이루어졌다고 한다. 리네이어스는 이명법에 근거하여 대략 2000종의 신종을 기재하였다. 둘째, 1859년 다윈(Charles Darwin)에 의해 발간된 종의 기원(On the Origin of Species)을 통해 주장된 진화론의 시작이다. 이 두 사건은 비록 자원곤충학과 직접 관련이 없어 보이지만 실제로는 모든 생물학적 연구의 근간을 이룬다는 점에서 중요한 역사적 사건이라 하겠다.
자원곤충학적 측면에서 18세기 이후의 역사를 살펴보면, 프랑스 거미학자 힐레어(François Xavier Bon de Saint Hilaire)가 1710년 그의 논문을 통해 누에의 실크가 아닌 거미의 실크를 활용하는 연구를 수행했던 것이 눈에 띈다. 실제로 그는 거미의 실크를 이용하여 장갑이나 양말을 직조하였으며, 프랑스의 루이 14세 왕에게 선물하기도 하였다(Kennedy, 2009).
다윈의 종의 기원이 발간되던 무렵부터 곤충의 생태를 관찰하여 적은 곤충기(Souvenirs entomologiques)를 펴내기 시작한 장-앙리 파브르(Jean-Henri Fabre)는 1879년부터 1907년까지 약 30년에 걸쳐 그의 대작인 곤충기 10권을 저술했으며, 다윈과 친구이자 시인이기도 했던 그는 곤충에 대한 개체생태학적 연구내용을 문학작품으로 승화시켜 대중에게 자연과학에 대한 사랑을 전파하였고, 곤충의 생태를 통한 대중화에 크게 기여했다.
실제로 곤충학 또는 응용곤충학적 기원 등의 여러 면에서 중국은 유럽을 앞서고 있다(van Lenteren, 2005). 곤충의 포식성을 이용한 생물적 방제의 첫 예시 역시 약 3세기 무렵 중국 남쪽에서 있었던 것으로 확인된다. 리치 등을 가해하는 Tesseratoma papillossa (litchi stink bug, 리치노린재)를 방제하기 위해 푸른베짜기개미(Oecophylla smaragdina)집을 감귤류 과수원의 나무에 옮겨두어 식식성 곤충을 잡아먹게 하였을 뿐만 아니라 개미가 이 나무에서 저 나무로 이동하는 것이 용이하도록 나무 사이에 대나무로 다리를 만들었다고 한다(Needham, 1986).
일반적인 포식성 곤충에 비해 포식기생충에 대한 연구는 훨씬 더 늦었다. 오랫동안 누에나방을 키워온 중국의 경우, 이미 1096년에 Lu Dian에 의해 누에에 기생하는 기생파리(probably Exorista sp.)의 생활사가 묘사된 기록이 있다(Cai et al., 2005). 서양의 경우, 이보다 훨씬 늦었는데, 17세기 들어 처음으로 하나의 곤충에 다른 곤충의 번데기가 붙어있거나, 하나의 곤충 몸을 뚫고 다른 곤충이 깨어나오는 것을 관찰하였다. 이후 18세기에 들어서야 기주와 포식기생충의 관계를 제대로 파악하게 되었으며, 19세기에 들어서면서 처음으로 생물적 방제를 위한 포식기생충의 활용에 관하여 논의하고 연구하게 되었다(Legner, 2014). 포식기생충의 활용 가능성과 실질적 적용을 제시한 최초의 학자는 이래즈머스 다윈(Erasmus Darwin)인데, 그는 우리가 잘 아는 찰스 다윈의 할아버지이다. 1800년 이래즈머스 다윈은 포식기생충으로 해충을 방제할 수 있다고 주장하면서, 꽃등에류와 맵시벌류를 보호하고 퍼뜨리면 배추벌레의 상당 부분을 방제할 수 있다고 하였다. 이후 ‘현대적 생물적 방제의 아버지’라 불리는 라일리(Charles Valentine Riley)는 1873년 미국으로부터 프랑스 포도원으로 유입된 포도뿌리혹벌레(phylloxera)를 방제하기 위해 포식성 응애인 Tyroglyphus phylloxerae를 도입함으로써 생물적 방제를 위한 천적의 첫 국외 도입 사례를 남겼지만, 결과는 그리 성공적이지 않았다. 라일리가 이룬 천적도입의 최고의 성공사례는 그 무렵 호주에서 유입되어 캘리포니아 감귤에 큰 피해를 가져온 이세리아깍지벌레(Icerya purchasi)를 방제하기 위해 호주에서 찾아낸 천적 중 베달리아무당벌레(Novius cardinalis, used to be Rodolia cardinalis; common name: vedalia beetle or cardinal ladybird)를 도입한 것이다(Vail et al., 2001). 1888-1889년에 걸쳐 500여마리를 미국으로 도입하였고 바로 이듬해부터 깍지벌레 피해는 급격히 사라지게 되었다(그림 6). 생물적 방제의 효과가 매우 뛰어나, 천적도입 4년만에 이세리아깍지벌레는 ‘해충’의 지위에서 ‘경제적 중요성이 없는 곤충’으로 전락(?)하게 되었다고 한다. 한편 이러한 성공사례는 베달리아무당벌레에 대한 맹신으로 이어지면서 농부들이 여러 해충의 적절한 방제보다는 무조건 베달리아무당벌레를 활용하려 하면서 한동안 해충방제가 전반적으로 더 어려웠다고 한다.

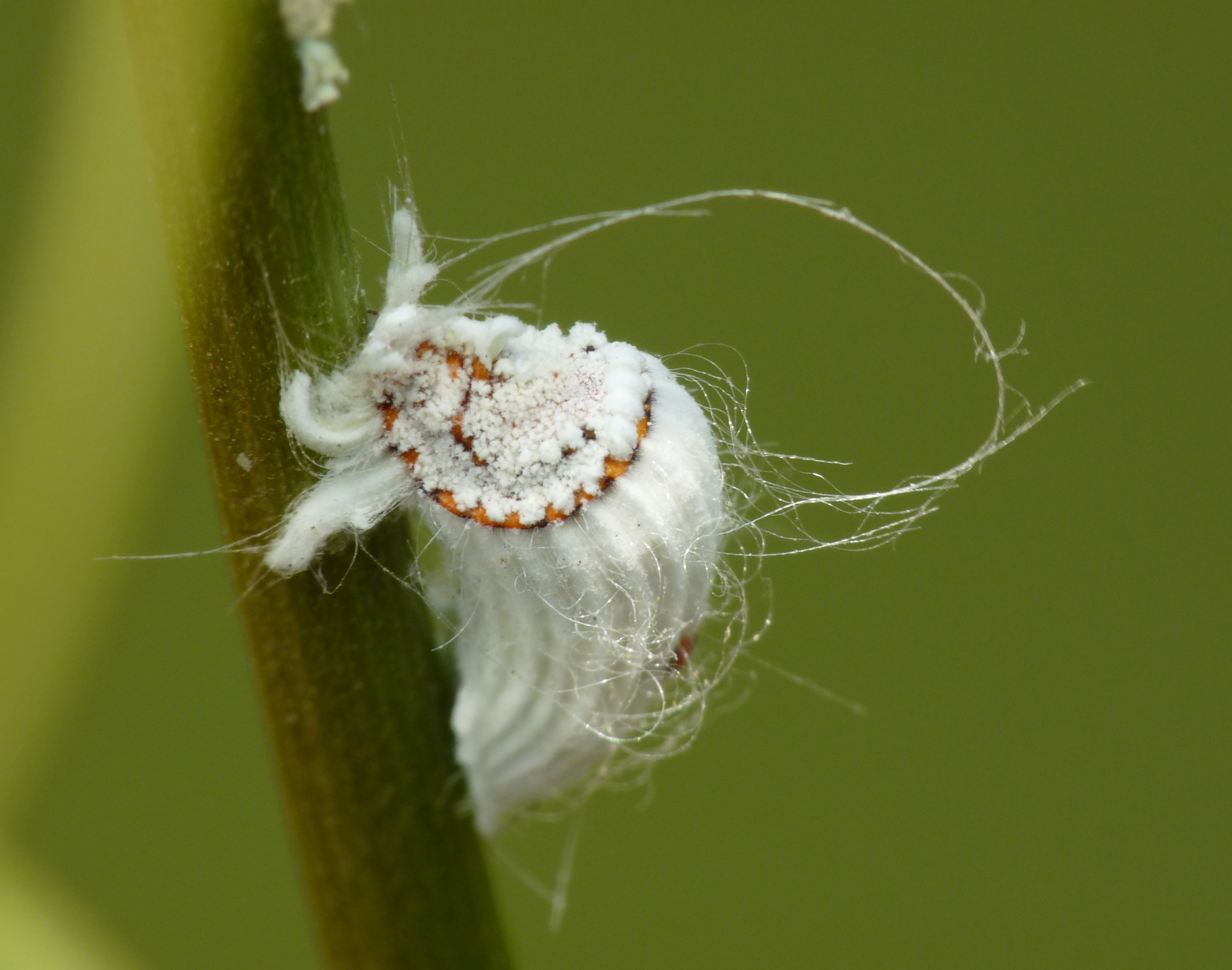
그림 6. A, 이세리아깍지벌레

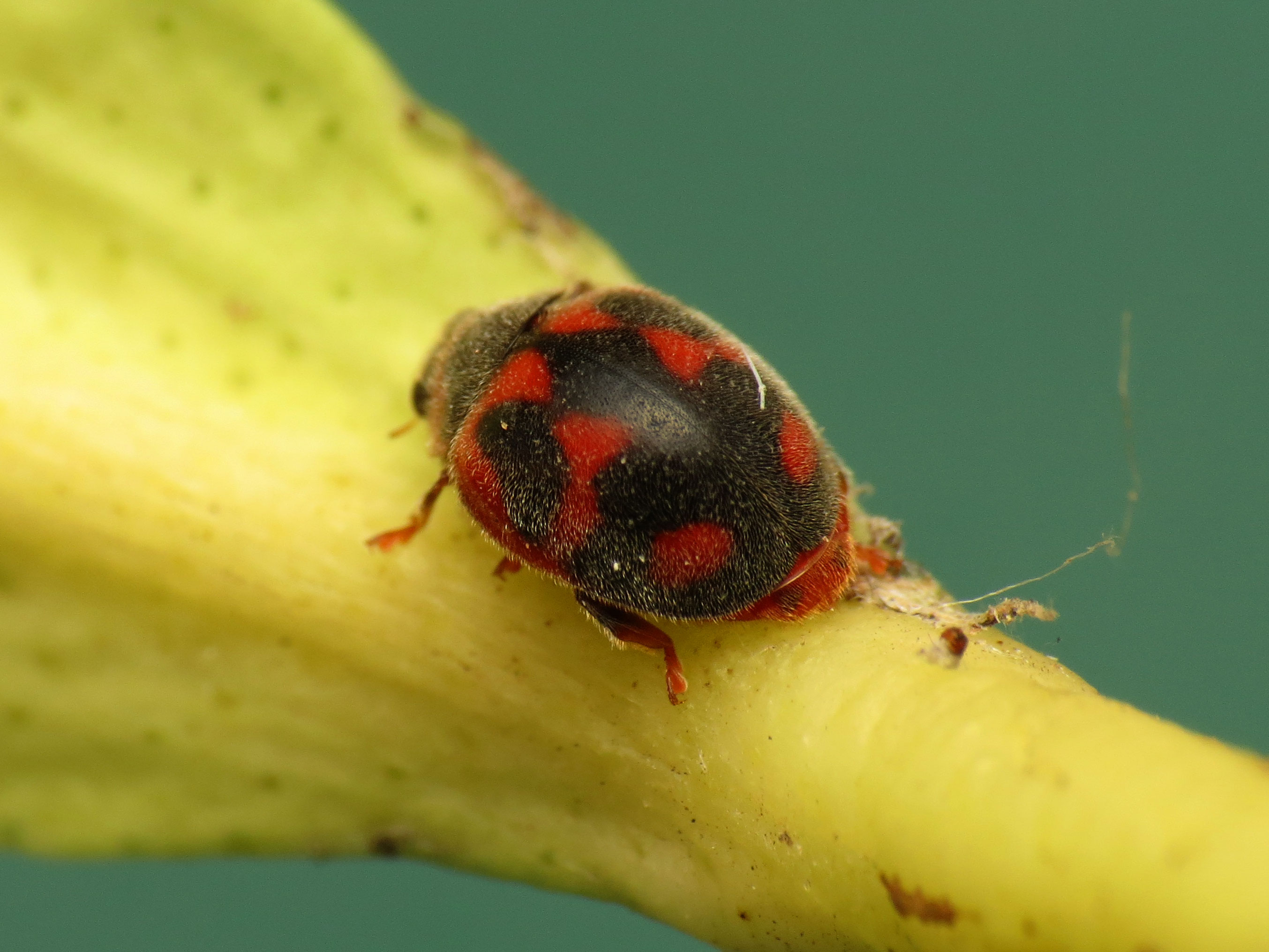
그림 6. B, 베달리아무당벌레

그림 6. A, 이세리아깍지벌레; B, 베달리아무당벌레. (사진 출처: A, Lucarelli [CC BY-SA 3.0] @ https://commons.wikimedia.org/wiki/File:Icerya_purchasi_1.JPG; B, Katja Schulz from Washington, D. C., USA [CC BY 2.0] @ https://commons.wikimedia.org/wiki/File:Vedalia_Beetle_(15959056801).jpg)
한편 19세기에는 병리학적 연구도 본격적으로 시작되었는데, 루이 파스퇴르에 앞서 가장 먼저 누에의 병을 일으키는 곰팡이균을 연구한 것은 이탈리아 곤충학자인 바씨(Agostino Bassi; de Lodi로 불리기도 했음)였다. 그는 병의 원인이 미생물임을 밝혀냈고, 이 균은 그의 이름을 기리는 Beauvaria bassiana (백강균)로 명명되었다. 곤충병원성에 대한 연구는 20세기에 들어서면서 1902년 로스(Ronald Ross)가 모기에 의해 전염되는 말라리아에 대한 연구로 노벨 생리의학상을 수상하는 성과를 올렸다. 또한 미국의 곤충학자인 니플링(Edward Knipling)은 그의 동료 부쉬랜드(Raymond Bushland)와 함께 1992년 국제식량상(World Food Prize)을 받았다. 그들은 가축이나 곡물의 해충을 억제하거나 제어하는 불임충 방사법을 개발하여 세계 식량공급에 공헌한 바를 인정 받은 것이다.
곤충에 대한 연구 중 특히 꿀벌에 대한 연구는 양봉을 위한 기술적 연구와 함께 꿀벌의 언어를 연구한 결과, 또 하나의 노벨상 수상의 영광을 가져오기도 하였다. 제르조니(Johann Dzierzon)는 폴란드 양봉학자로서, 벌의 단성생식을 발견했으며, 특히 이동형 벌통을 개발하여 ‘현대 양봉학의 아버지’로 불린다. 오스트리아 곤충행동학자인 프리쉬(Karl von Frisch) 박사는 꿀벌의 소통언어인 엉덩이춤(waggle dance)을 연구하여 그들이 어떻게 꿀의 위치와 방향, 거리는 물론 꿀의 양과 질을 설명하는지를 알아내어 1973년 노벨 생리의학상을 수상하였다. 
참고문헌
Bodenheimer, F. S. 1960. Animal and Man in Bible Lands: Supplement. Brill, Leiden. 230pp.
Cai, W., Y. Yan, and L. Li. 2005. The earliest records of insect parasitoids in China. Biological Control 32: 8-11.
Ioli, A., J. C. Petithory, and J. Théodoridès. 1997. Francesco Redi and the birth of experimental parasitology. Histoire des sciences médicales 31: 61-66.
The J. Paul Getty Museum. 2008. Stag Beetle, Albrecht Dürer. Who’s afraid of contemporary art? Information and Questions for Teaching, J. Paul Getty Trust. 2pp. 
Kennedy, R. 2009. Gossamer silk, from spiders spun. The New York Times Sep. 22, 2009, C1. http://www.nytimes.com/2009/09/23/arts/design/23spiders.html?_r=2. Accessed 2016.06.10.
Legner, E. F. 2014. History of biological control. http://www.faculty.ucr.edu/~legneref/biotact/bc-2.htm. Accessed 2016.06.10.
van Lenteren, J. C. 2005. Early entomology and the discovery of insect parasitoids. Biological Control 32: 2-7.
Needham, J. 1986. Science and Civilisation in China. VI.I. Botany. Cambridge University Press, Cambridge.
Vail, P. V., J. R. Coulson, W. C. Kauffman, and M. E. Dix. 2001. History of biological control programs in the United States Department of Agriculture. American Entomologist 47: 24-49.
Wikipedia. 2016. Beekeeping. https://en.wikipedia.org/wiki/Beekeeping. Accessed 2016.06.10.